# La Construction du personnage
La Construction du personnage est un livre théorique sur le jeu de l'acteur. Écrit par Constantin Stanislavski vers 1930, il est la suite de La Formation de l'acteur.
Stanislavski rédige sa théorie sous la forme d'une fiction. Le narrateur est un apprenti comédien, Kostya, qui suit les cours d'un certain Tortsov. On peut reconnaître les traits de l'auteur sous ses deux personnages. Il nous fait ainsi part de ses anecdotes de novice et de son regard expérimenté.

## Description
La première expérience de Kostya donne la clef de la méthode prônée par Constantin Stanislavski : Kostya, travaillant devant un miroir, crée un Othello contrefait. Le directeur de la troupe le corrige en lui suggérant de ne pas se regarder de l'extérieur, mais de se regarder de l'intérieur. L'insistance sur cet écart entre le travail de l'acteur et la position du spectateur est un trait fondamental du travail de Stanislavski : ce trait apparaît dès ses premiers écrits, notamment ses Cahiers de régie rédigés lors de ses premières mises en scène de Tchekhov.
Dans ce deuxième opus, Stanislavki traite – entre autres – de la technique de l'acteur : de sa posture, de ses mouvements, de sa démarche et du placement de sa voix (comment prononcer un mot et l'accentuer correctement). Il donne aussi quelques exercices pour le lecteur.
Ces livres sont la base de la Méthode, une technique de jeu qui implique totalement l'acteur dans son personnage, utilisée surtout par l'Actors Studio.